# La Parra (Badajoz)
La Parra ist ein Dorf und eine Gemeinde (municipio) mit 1.284 Einwohnern (Stand: 2024) im Zentrum der spanischen Provinz Badajoz in der Autonomen Gemeinschaft Extremadura. 

## Lage
La Parra liegt etwa 60 Kilometer südöstlich der Provinzhauptstadt Badajoz und etwa 55 Kilometer südsüdwestlich von Mérida in einer Höhe von ca. 525 m. Das Klima im Winter ist gemäßigt, im Sommer dagegen warm bis heiß; die eher geringen Niederschlagsmengen (ca. 444 mm/Jahr) fallen – mit Ausnahme der nahezu regenlosen Sommermonate – verteilt übers ganze Jahr.

## Bevölkerungsentwicklung
| Jahr      | 1970 | 1981 | 1991 | 2001 | 2011 | 2021 |
| Einwohner | 1973 | 1357 | 1412 | 1409 | 1387 | 1322 |

## Sehenswürdigkeiten
- Kirche Mariä Himmelfahrt (Iglesia de Nuestra Señora de la Asunción)
- Konvent von Santa Clara

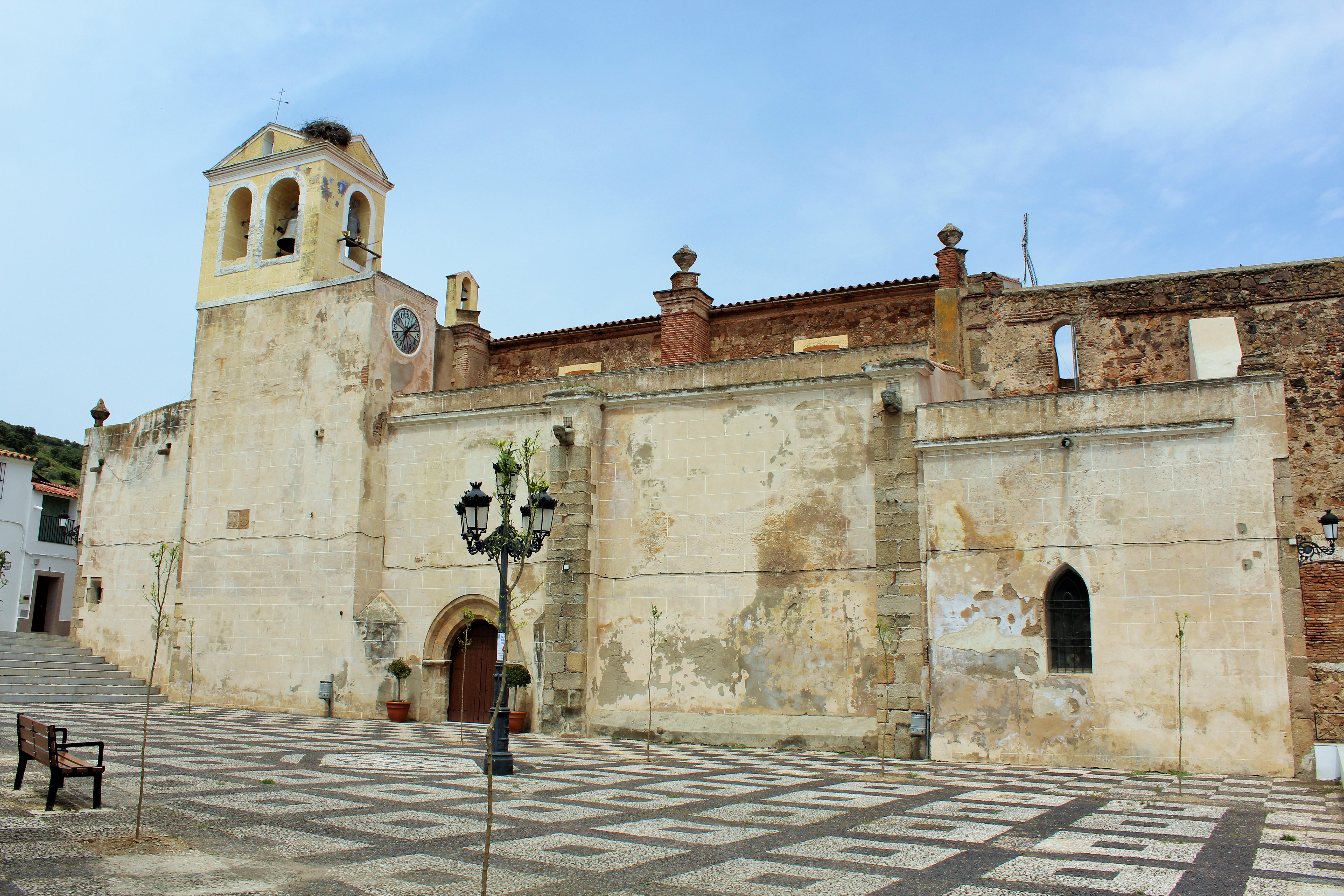
Kirche Mariä Himmelfahrt
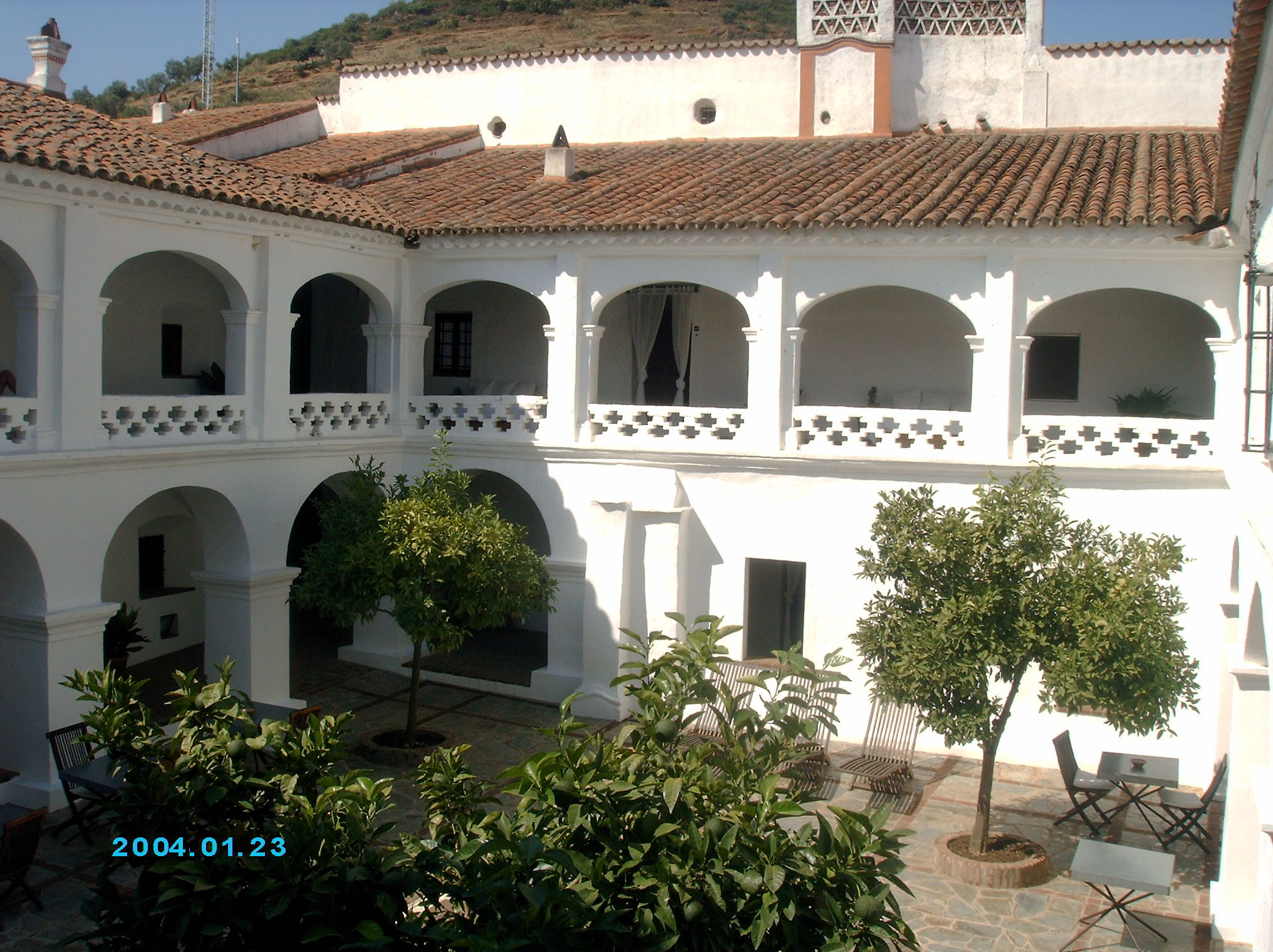
Konvent Santa Clara
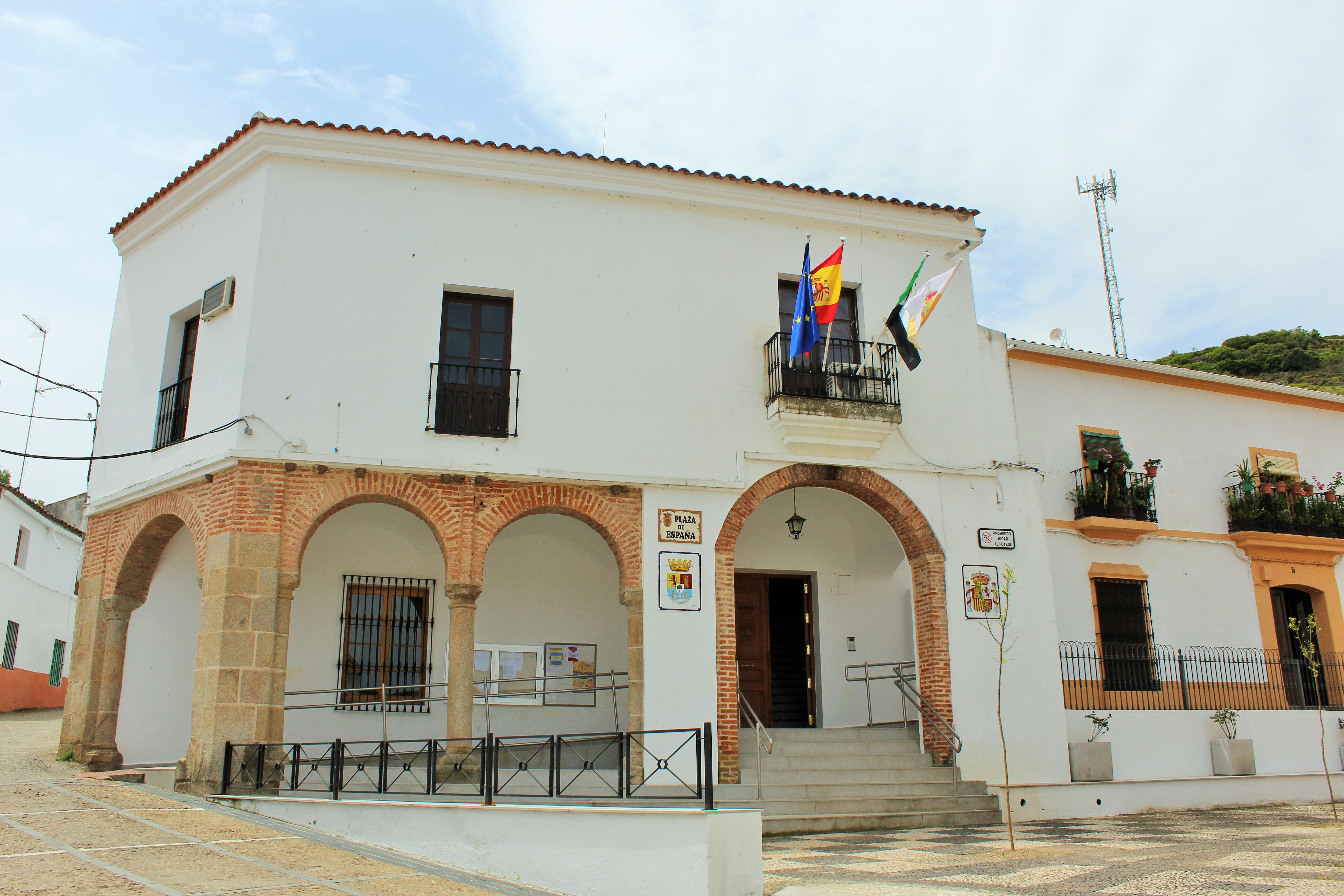
Rathaus